# Bittacomorphella fenderiana
Bittacomorphella fenderiana är en tvåvingeart som beskrevs av Alexander 1947. Bittacomorphella fenderiana ingår i släktet Bittacomorphella och familjen glansmyggor. Inga underarter finns listade i Catalogue of Life.